# Mere Beck (Eea)
Der Mere Beck ist ein Wasserlauf in Cumbria, England. Er entsteht südlich von Cartmel und fließt in westlicher Richtung bis zu seiner Mündung in den River Eea.